# (1493) Sigrid
(1493) Sigrid ist ein Asteroid des Hauptgürtels, der am 26. August 1938 vom belgischen Astronomen Eugène Joseph Delporte in Ukkel entdeckt wurde.
Der Asteroid ist nach der Frau des dänisch-US-amerikanischen Astronomen Bengt Georg Daniel Strömgren benannt.